# Geraldo Alves
Geraldo Washington Regufe Alves (n. 8 noiembrie 1980, Póvoa de Varzim) este un fotbalist portughez retras din activitate, care a jucat în România pentru echipe precum Steaua București, Petrolul Ploiești și Astra Giurgiu.
Geraldo Alves este fratele mai mare al lui Bruno, de asemenea fotbalist profesionist, care joacă la Zenit St. Petersburg. Tatăl său este brazilian, în timp ce mama sa este portugheză.

## Cariera de club
Alves și-a început cariera la echipa din orașul său natal, Varzim SC, jucând 15 meciuri în Liga Portugheză în sezonul 1998-1999, ulterior semnând cu S.L. Benfica; a început la echipa a doua, marcând un gol și evoluând în 51 de meciuri.
Cu toate acestea, când a realizat că șansele de a juca la prima echipă sunt mici, s-a transferat la S.C. Beira-Mar, în ianuarie 2002, unde a jucat foarte puțin. După un sezon cu Gil Vicente FC, Alves s-a alăturat clubului F.C. Paços de Ferreira, unde a avut cea mai echilibrată parte a carierei.
Pe 5 iunie 2007, Alves a semnat un contract pe trei ani în valoare de 1,3 milioane de euro cu AEK Atena, unde fratele său mai mic jucase mai înainte, împrumutat fiind de F.C. Porto.

### Steaua București
Pe 5 iulie 2010, Geraldo Alves s-a transferat din postura de jucător fără contract la Steaua București, după ce a părăsit AEK Atena. A semnat un contract pe doi ani.  În iunie 2012 a fost lăsat liber de club din cauza salariului mare.

### Petrolul Ploiești
Pe 18 august 2012 a acceptat să meargă la FC Petrolul Ploiești pentru doi ani.

## Palmares
Petrolul Ploiești
- Cupa României (1): 2012–13

Astra Giurgiu
- Liga I (1): 2015-16